# Blanco y Negro (álbum de Kumbia All Starz)
Blanco y Negro es el cuarto álbum de estudio de A.B. Quintanilla y Los Kumbia All Starz y el octavo álbum de estudio de A.B. Quintanilla. Fue lanzado el 17 de septiembre de 2013 por Universal Music Latin y Siente Music. Originalmente estaba programado para ser lanzado el 12 de febrero de 2013 por Capitol Latin.

## Lista de canciones
| N.º | Título                    | Escritor(es)                                        | Duración |  |
| 1.  | «Ná»                      | A.B. Quintanilla III, Luigi Giraldo                 | 3:51     |  |
| 2.  | «Blanco y Negro»          | A.B. Quintanilla III, Luigi Giraldo, Descemer Bueno | 3:34     |  |
| 3.  | «Expuesto» (con J Balvin) | A.B. Quintanilla III, Luigi Giraldo                 | 3:10     |  |
| 4.  | «Corazón partío»          | Alejandro Sanz                                      | 4:12     |  |
| 5.  | «Solo»                    | A.B. Quintanilla III, Luigi Giraldo                 | 3:42     |  |
| 6.  | «Tiburón a la Vista»      | Florentino Ruiz Carmona                             | 2:52     |  |
| 7.  | «Botella de Veneno»       | A.B. Quintanilla III, Luigi Giraldo, Edgar Barrera  | 3:10     |  |
| 8.  | «Little Mamacita»         | A.B. Quintanilla III                                | 3:20     |  |
| 9.  | «You Are My Everything»   | A.B. Quintanilla III                                | 3:33     |  |
| 10. | «I Effing Love You»       | A.B. Quintanilla III                                | 3:59     |  |
| 11. | «Las Preguntas»           | Francisco Javier Bautista, Jr.                      | 3:11     |  |
| 12. | «Solo» (BotMachine Mix)   | A.B. Quintanilla III, Luigi Giraldo                 | 4:03     |  |